# 브라이언 스틸
브라이언 스틸(Brian Steele, 1956년 10월 10일 ~ )은 미국의 배우이다.

## 영화
- 이그지스트 (2014년)
- 앵커맨2: 전설은 계속된다 (2013년)
- 유어 하이니스 (2011년)
- 딜런 독: 죽음의 밤 (2010년) - 문신 좀비 역
- 프레데터스 (2010년) - 프레데터 역
- 언더월드 - 라이칸의 반란 (2009년)
- 터미네이터: 미래전쟁의 시작 (2009년) - T-600 역
- 헬보이 2: 골든 아미 (2008년) - 윙크/크로니/트롤 역
- 레지던트 이블 3 - 인류의 멸망 (2007년)
- 레이디 인 더 워터 (2006년)
- 언더월드 2 - 에볼루션 (2006년) - 윌리엄 코비너스 역
- 둠 (2005년)
- 케이브 (2005년)
- 블레이드 3 (2004년)
- 헬보이 (2004년) - 샘마엘 역
- 언더월드 (2003년)
- 캔 오브 웜스 (1999년)
- 크리처 (1998년)
- 디 엣지 (1997년)
- 어스 2 (1994년)
- 생존 특명 (1994년)